# Łopaciszki (sielsowiet Bastuny)
Łopaciszki (biał. Лапацішкі; ros. Лопатишки) – wieś na Białorusi, w obwodzie grodzieńskim, w rejonie werenowskim, w sielsowiecie Bastuny, przy drodze magistralnej .
W dwudziestoleciu międzywojennym leżały w Polsce, w województwie nowogródzkim, w powiecie lidzkim, do 11 kwietnia 1929 w gminie Żyrmuny, następnie w gminie Werenów.